# Amphilophus astorquii
Amphilophus astorquii är en fiskart som beskrevs av Stauffer, Mccrary och Black 2008. Amphilophus astorquii ingår i släktet Amphilophus och familjen Cichlidae. Inga underarter finns listade i Catalogue of Life.